# Vladislavas Domarkas
Vladislavas Domarkas (ur. 17 sierpnia 1939 w Vėlaičiai koło Kretyngi, zm. 29 lutego 2016 w Kownie) – litewski inżynier, radiotechnik, profesor, polityk, minister edukacji i nauki w latach 1994–1996.

## Życiorys
W 1961 ukończył studia w Kowieńskim Instytucie Politechnicznym. W latach 1977–1978 odbywał staż naukowy w Stanach Zjednoczonych. W 1978 uzyskał stopień doktora nauk technicznych, a w 1981 nominację profesorską.
Po ukończeniu studiów pracował w laboratorium ultradźwięków, a od 1967 był wykładowcą w Kowieńskim Instytucie Politechnicznym. Od 1979 do 1980 pełnił funkcję kierownika katedry, a w latach 1980–1983 prorektora Kowieńskiego Instytutu Politechnicznego. Od 1983 do 1992 zajmował stanowisko rektora tej uczelni.
W latach 1993–1994 był wiceministrem spraw zagranicznych. Od maja 1994 do grudnia 1996 pełnił funkcję ministra edukacji i nauki.
Od 1997 był związany z Uniwersytetem Technicznym w Kownie jako wykładowca w katedrze administracji publicznej. Autor około 40 prac naukowych.